# Besiers
Besiers (antigament en català, Besers; en occità, Besièrs; en francès, Béziers) és una ciutat d'Occitània, al departament de l'Erau, regió d'Occitània. És cap de l'arrondissement del mateix nom. El gentilici dels habitants de Besiers és en català: bederrès -esa (en occità: besierenc -a, en francès: biterrois -e).
La ciutat, que comptava una població important durant l'edat mitjana, va ser l'escenari d'un dels episodis més cruels de la croada albigesa duta a terme per les tropes franceses a Occitània, les quals van assetjar la ciutat i massacrar gran part de la població el 1209.

## Geografia
El 2007, tenia 76.000 habitants. Està situada a la plana dominant el canal del Migdia i el riu Orb des d'un turó.
Besiers està a 20 km de la Mediterrània i a 50 km de les formacions muntanyoses de l'alt Llenguadoc, com el Caroux (1.900 m) i l'Espinouse (1.124 m).
És el terme municipal més gran (9.548 ha) del departament; menys de la meitat del terme està urbanitzat, la resta és formada per espais verds, zones naturals i de zones agrícoles (uns 2.000 ha), on domina la vinya.

### Monuments

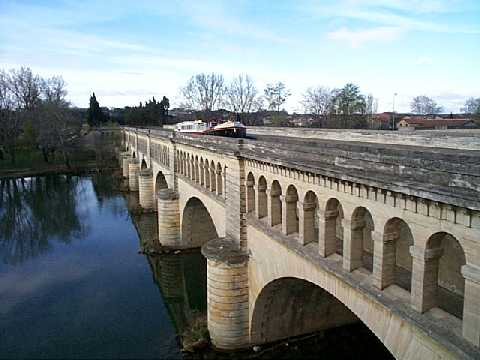
El pont canal de Besiers i el riu Orb

- La seva església principal és Sant Nasari, antiga catedral començada al segle xii i acabada al xiv.
- L'església de la Magdalena, restaurada, i on els càtars foren assassinats al crit de: "Mateu-los tots; Déu ja triarà".
- La rambla amb el mercat de les flors el divendres: Allées Paul Riquet.
- A la vora del riu Orb, hi ha el famós Pont Vell (data de l'edat mitjana).
- El pont Canal: pont que permet al canal del Migdia travessar el riu Orb.
- Les rescloses de Fonseranes del mateix canal: permeten a les barcasses salvar un desnivell de 21,5 m en poc més de 300 m.
- Les Arenes, una plaça de braus construïda l'any 1897 per iniciativa de Monsieur Fayot, antic director de les arenes de Nimes, amb dos constructors i financers de la ciutat, enmig de la prosperitat vitivinícola de la regió de Besiers.[2]
- Té també museus (el de Belles Arts i Biterrois).

Alguns noms tradicionals que la gent encara fa servir en lloc de la denominació oficial, són:
- Place d'Espagne, per Place des Alliés
- Avenue d'Agde, per Avenue du président Wilson
- Place de la Citadelle, per Place Jean Jaurès
- Rue de la Juiverie, per Rue de Jérusalem
- Place Suchon, per Place du général De Gaulle

## Història
Fou una ciutat de la tribu dels volques tectòsages i fou ocupada pels romans el 120 aC. Fou colònia romana amb el nom de Biterrae o Beterra, també escrit com Baeterrae, Baitera, Baitarra, Baitarrous o Bêtêrra. Els seus habitants eren els baitarrites, biterrensis o baeterrensis. El seu producte més apreciat fou el vi. Va tenir un amfiteatre que no es conserva.
El 450 la van ocupar els visigots. El 532 fou atacada pels francs i destruïda, però reconstruïda, i va restar en mans dels visigots fins a la conquesta àrab el 719. Després d'aixecar el setge de Narbona (737), Carles Martell va ocupar per un moment Besiers i va fer arrasar les muralles i cremar els ravals abans de retirar-se. Va passar definitivament als francs el 752. Seu d'un bisbat, un vescomte hi apareix cap al 885.
Vegeu: Vescomtat de Besiers i bisbat de Besiers.
La ciutat anà creixent i esdevingué una de les ciutats més importants d'Occitània. Tanmateix, a conseqüència de la Croada contra els càtars, el juliol de 1209, la ciutat de Besiers (que tenia aleshores al voltant de 40.000 habitants) fou atacada i assetjada per l'exèrcit francès. El dia 22 d'aquell mateix mes, l'endemà de l'atac de l'armada dels croats, Besiers queia començant així el saqueig i una massacre despietada que no respectaria ni les esglésies (es va calar foc a la catedral i a la Magdalena, que acabarien en part destruïdes), ni els habitants de religió catòlica (els francesos van executar entre 15.000 i 20.000 habitants). Així, ha esdevingut famosa la frase atribuïda al legat del papa Arnau d'Amaurí quan es prengué la ciutat: Mateu-los tots i Déu, després, ja sabrà conèixer-ne els seus.
El 1247, el vescomtat va passar a la corona francesa. La ciutat es repoblà i conegué un període d'esplendor intel·lectual al segle xvii amb la creació del teatre occità de Besiers, un teatre popular de carrer nascut arran de la tradició de la festa de les Caritats (el 1612), del qual només s'han conservat 24 peces avui en dia. Se suposa que aquestes representacions han pogut influenciar el teatre francès d'aquell segle, i sobretot l'obra de Molière, que va residir al Llenguadoc entre 1653 i 1658.

## Bederresos il·lustres

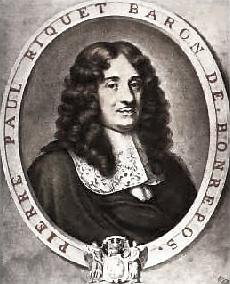
Pierre-Paul Riquet

- Jean Moulin: nascut el 1899, prefecte i heroi de la Resistència francesa a l'ocupació alemanya. Fou denunciat i assassinat en un tren l'any 1943. Està enterrat al Panteó de París.
- Pierre-Paul Riquet: nascut el 1609, enginyer, va promoure i dirigir el canal del Migdia que uneix l'Atlàntic a la Mediterrània. Morí l'any 1680.
- Raoul Barrière: jugador de rugbi en XV i entrenador de l'Association sportive de Béziers Hérault, que inicià l'hegemonia del club sobre el rugbi francès l'any 1971. És cavaller de la Legió d'Honor.
- Edgar Faure (1908-1988): polític francès, exercí en diferents ministeris, fou president del Consell i de l'Assemblea Nacional.
- Alexandra Rosenfeld: nascuda el 23 de novembre del 1986; ha estat Miss França 2006 i Miss Europa 2006.
- Yves Nat (1890-1956): cèlebre pianista francès.
- Maria Roanet: nascuda l'any 1936, és etnòloga, compositora, cantant en llengua d'Oc, historiadora, i realitzadora de vuit pel·lícules sobre temes religiosos.
- Joan Esteve de Besiers: trobador al servei de Guillem de Lodeva. (segle xiii).
- Pierre Gaveaux, compositor (1761-1825).

## Besiers i la literatura catalana
L'obra Les amnèsies de Déu (2005), de Joan-Daniel Bezsonoff, fa una descripció de la vida a Besiers durant la Segona Guerra mundial i l'ocupació alemanya.

## Besiers i l'esport
La ciutat de Besiers fou durant molt de temps capital del Rugbi francès amb el seu equip, l'Association sportive de Béziers Hérault (http://www.asbh.net). Guanyador del campionat de França l'any 1961; va iniciar l'any 1971 una època daurada de domini sobre el rugbi francès (és prou rellevant que l'entrenador d'Anglaterra digués després d'una victòria de la seva selecció: "Hem jugat com Besiers"). Durant aquesta època, va acumular (a més del títol del 1961): 
- 10 títols de campions de França: 1971, 1972, 1974, 1975, 1977, 1978, 1980, 1981, 1983, 1984 amb 11 finals jugades (va perdre la del 1976).
- Challenge du Manoir: 1972, 1975 i 1977 (també l'havia guanyada l'any 1964).
- Copa de França: 1986.

Alguns dels noms més emblemàtics d'aquesta època de supremacia foren l'entrenador Raoul Barrière i els jugadors Richard Astre, Jack Cantoni, Alain Estève, Armand Vaquerin (en honor del qual se celebra cada any el Challenge Armand Vaquerin), Olivier Saïsset i una llarga llista d'internacionals.
El declivi de l'equip s'inicia coincidint amb la mort del seu capità Pierre Lacans, l'any 1985, i es precipità amb el pas del rugbi al professionalisme, ja que l'esperit lluitador i càtar de Besiers no va poder lluitar amb la manca de recursos econòmics.